# 萨瑙尔
萨瑙尔（Sanaur），是印度旁遮普邦Patiala县的一个城镇。总人口17938（2001年）。

## 人口
该地2001年总人口17938人，其中男性9617人，女性8321人；0—6岁人口2171人，其中男1262人，女909人；识字率63.00%，其中男性为67.32%，女性为58.01%。